# SN 2007bi
Az SN 2007bi pekuliáris Ic típusú szupernóva, melyet az SNFactory keresőprogram fedezett fel, egy nem katalogizált törpegalaxis közelében 2007 elején, már halványodás közben. A fényesedő szupernóvát később a Catalina Sky Survey felvételén is megtalálták, 70 nappal maximuma előtt. A szupernóva rendkívül nagy abszolút fényessége és az elhalványodás hosszú (555 napos) időtartama alapján a modellszámítások szerint egy extrém nehéz, mintegy 200 naptömegű, III. populációs csillag robbanása volt.
Spektrumából a hidrogén- és a héliumvonalak hiányoztak, emiatt sorolták eredetileg az Ic típusú szupernóvák közé, valójában a korábban csak elméleti alapon megjósolt pár-instabilitási szupernóvák elsőnek felfedezett példánya volt.

## Külső hivatkozások
- A Superbright Supernova That's The First Of Its Kind (angol nyelven). SpaceDaily, 2009. december 3. [2009. december 6-i dátummal az eredetiből archiválva]. (Hozzáférés: 2009. december 3.)
- Superbright Supernova Is First of Its Kind (angol nyelven). ScienceDaily, 2009. december 2. (Hozzáférés: 2009. december 4.)
- Kereszturi, Ákos: Hatalmas csillag felrobbanását figyelték meg. [Origo] Világűr, 2009. december 4. (Hozzáférés: 2009. december 4.)